# Hans-Joachim Lück
Hans-Joachim Lück (* 22. Juni 1953 in Stralsund) ist ein ehemaliger deutscher Ruderer. 1976 wurde Lück Olympiasieger im Achter.
Lück siegte zusammen mit Herbert Brauer 1970 bei der Spartakiade der Deutschen Demokratischen Republik; 1970 und 1972 waren die beiden Juniorenweltmeister. 
Bei den Olympischen Spielen 1976 in Montreal startete Lück im DDR-Achter. In der Besetzung Bernd Baumgart, Gottfried Döhn, Werner Klatt, Roland Kostulski, Hans-Joachim Lück, Dieter Wendisch, Ulrich Karnatz, Karl-Heinz Prudöhl und Steuermann Karl-Heinz Danielowski wurde das Boot Olympiasieger mit über zwei Sekunden Vorsprung auf das britische Boot. Für diesen Erfolg erhielt auch er den Vaterländischen Verdienstorden in Silber.
Im Jahr darauf gewann Lück mit dem DDR-Achter seinen zweiten großen Titel. Bei den Weltmeisterschaften 1977 in Amsterdam siegten Gerd Sredzki, Bernd Lindner, Frank Gottschalt, Ulrich Kons, Hans-Joachim Lück, Bernd Frieberg, Ulrich Karnatz, Wolfgang Gunkel und Steuermann Frank Jahncke. Mit diesem Achter hatte Lück 1977 auch bei den DDR-Meisterschaften gewonnen, 1978 belegte das Boot den zweiten Platz und wurde nicht für die Ruder-Weltmeisterschaften nominiert.
Lück ruderte während seiner Karriere für den ASK Vorwärts Rostock und war Offizier der Volksmarine. Er war Ruderlandestrainer für Mecklenburg-Vorpommern.